# Persecució dels musulmans a Myanmar

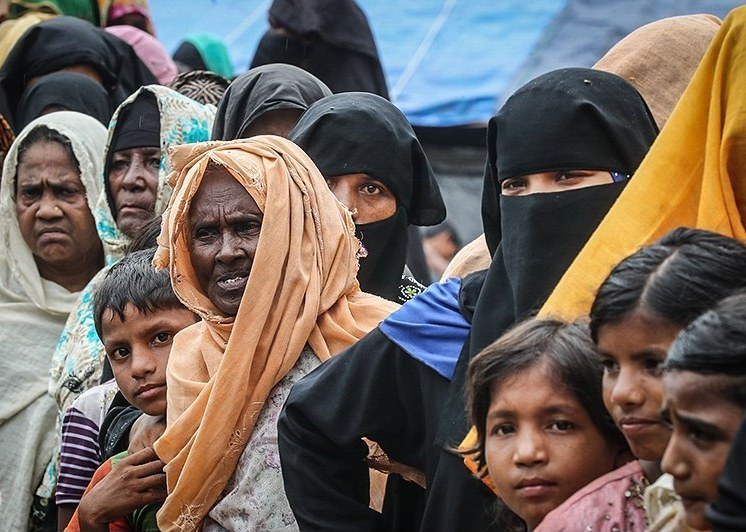
Dones i nens rohingya, un dels pobles musulmans més perseguits a Myanmar.

Hi ha una història de persecució dels musulmans a Myanmar que continua fins als nostres dies. Myanmar és un país de majoria budista, amb una important minoria musulmana. Els musulmans van servir al govern del Primer Ministre O Nu (1948-1963), la situació va canviar amb el cop d'estat birmà de 1962, quan únicament uns pocs van continuar servint, la majoria dels musulmans van ser exclosos de posicions en el govern i l'exèrcit. El 1982, el govern va introduir regulacions que negaven la ciutadania a qualsevol persona que no pogués provar l'ascendència birmana des d'abans de 1823. Això va privar a molts musulmans de Myanmar, tot i que havien viscut al país durant diverses generacions.
El grup musulmà més gran de Myanmar és el poble rohingya; els rohingya han estat el grup més perseguit sota el règim militar de Birmània. La ONU afirma que els rohingya són un dels grups més perseguits del món. Des de 1948, successius governs han dut a terme 13 operacions militars contra els rohingya (inclosos el 1975, 1978, 1989, 1991-92 i 2002). Durant les operacions, les forces de seguretat de Birmània els van expulsar de les seves terres, van incendiar les seves mesquites i van cometre saquejos, incendis i violacions dels musulmans rohingya. Fora d'aquestes batudes militars, els Rohingya són objecte de freqüents robatoris i extorsions per part de les autoritats i molts són sotmesos a treballs forçats. En alguns casos, la terra ocupada pels musulmans rohingya ha estat confiscada i reassignada als budistes locals.

## Història
Els musulmans han viscut a Myanmar (també conegut com Birmània) d'ençà el segle XI a. C. El primer musulmà documentat en la història birmana (registrat en Hmannan Yazawin o Glass Palace Chronicle) va ser Byat Wi durant el regnat de Mon, un Rei de Thaton, al voltant de l'any 1050. Els dos fills de Byat Ta, el germà de Byat Wi, coneguts com a germans Shwe Byin, van ser executats encara nens per la seva fe islàmica i perquè van rebutjar el treball forçós. Va ser registrat en el Glass Palace Chronicle dels reis de Birmània que ja no eren de confiança. Durant un temps de guerra, el rei Kyansittha va enviar a un caçador amb franctirador per assassinar-lo.

### Persecució premoderna
El rei birmà Bayinnaung (1550-1581) va imposar restriccions als seus súbdits musulmans, però no a la persecució real. El 1559, després de conquerir Pegu (actual Bago), Bayinnaung va prohibir la Dhabihah, ritual islàmica, prohibint així que els musulmans consumissin menjars halal fets amb cabra i pollastre. També va prohibir l'Eid al-Adha i el Qurbani, en relació amb matar animals en nom de la religió com un costum cruel.
Al segle xvii, els musulmans indis que residien a Arakan van ser massacrats, proporcionant persecució nociva i real. Aquests musulmans s'havien establert amb Shah Shuja, qui havia fugit de l'Índia després de perdre la guerra de successió de Mughal. Inicialment, el pirata Arakan Sandathudama (1652-1687), que era el pirata local de Chittagong i Arakan, va permetre que Shuja i els seus seguidors s'establissin allà. Però va sorgir una disputa entre Sandatudama i Shuja, i Shuja va intentar infructuosament rebel·lar-se. Sandathudama va matar a la majoria dels seguidors de Shuja, encara que Shuja va escapar de la massacre.
El rei Alaungpaya (1752–1760) va prohibir als musulmans practicar el mètode islàmic de sacrificar bestiar.
El rei Bodawpaya (1782-1819) va arrestar quatre prominents imams musulmans birmans de Myedu i els va matar a Ava, la capital, després que es neguessin a menjar carn de porc. Segons la versió dels musulmans locals, Bodawpaya més tard es va disculpar pels assassinats i va reconèixer als imams com a sants.

### Domini britànic
En 1921, la població de musulmans a Birmània era d'aproximadament 500.000 persones. Durant el govern britànic, els musulmans birmans eren vists com «indis», ja que la majoria dels indis que vivien a Birmània eren musulmans, tot i que els musulmans birmans eren diferents dels musulmans indis. Per tant, els musulmans birmans, els musulmans indis i els hindús indis van ser coneguts col·lectivament com «kala».
Després de la Primera Guerra Mundial, hi va haver un augment en els sentiments anti-indis. Hi va haver diverses causes de sentiments anti-indis i anti-musulmans a Birmània. A l'Índia, molts budistes havien estat perseguits per l'imperi mogol. Hi va haver una competència laboral important entre els immigrants indis, que estaven disposats a fer treballs desagradables per a persones de baixos ingressos, i els birmans nadius. La Gran Depressió va intensificar aquesta competència, agreujant el sentiment anti-indi.
El 1930, els disturbis anti-indis van ser provocats per un problema laboral al port de Yangon. Després que els treballadors indis al port es van declarar en vaga, la firma britànica Stevedores va intentar trencar la vaga contractant treballadors birmans. A l'adonar-se que perdrien els seus llocs de treball, els treballadors indis van tornar a treballar, i Stevedores va acomiadar els treballadors birmans recentment contractats. Els treballadors birmans van culpar als treballadors indis per la pèrdua dels seus llocs de treball i es va deslligar un motí. Al port, almenys 200 treballadors indis van ser massacrats i llançats al riu. Altres 2.000 van resultar ferits. Les autoritats van disparar als manifestants armats que es van negar a lliurar les armes, de conformitat amb la Secció 144 del Codi de Procediment Penal. Els disturbis es van estendre ràpidament al llarg de Birmània, dirigint-se a indis i musulmans.
En 1938, van esclatar novament disturbis anti-musulmans a Birmània. Moshe Yegar escriu que els disturbis van ser avivats per sentiments anti-britànics i nacionalistes, però van ser disfressats com anti-musulmans per no provocar una resposta per part dels britànics. No obstant això, el govern britànic va respondre als disturbis i manifestacions. L'agitació contra els musulmans i els britànics va ser dirigida pels diaris birmans.
Un altre motí va començar després d'una baralla al mercat entre indis i birmans. Durant la campanya «Burma for Burmese», es va dur a terme una manifestació violenta en el basar de Surti, una àrea musulmana. Quan la policia, que era ètnicament índia, va tractar de dissoldre la manifestació, tres monjos van resultar ferits. Imatges de monjos ferits per policies ètnics indis van ser circulats per periòdics birmans, provocant disturbis. Les propietats musulmanes, incloent tendes i cases van ser saquejades. Segons fonts oficials, 204 musulmans van morir i més de 1.000 van resultar ferits. Cent tretze mesquites van ser danyades.
El 22 de setembre de 1938, el governador britànic va establir un comitè d'investigació per a investigar els disturbis. Es va determinar que el descontentament va ser causat pel deteriorament de la condició sociopolítica i econòmica dels birmans. Aquest informe en si va ser utilitzat per incitar a l'sectarisme pels diaris birmans.

### Domini japonès
Panglong, una ciutat musulmana xinesa a la Birmània britànica, va ser completament destruïda pels invasors japonesos en la invasió japonesa de Birmània. El musulmà hui, Ma Guanggui es va convertir en el líder de la guàrdia d'autodefensa Hui de Panglong creada per Su, que va ser enviada pel govern de Kuomintang de la República de la Xina per lluitar contra la invasió japonesa de Panglong en 1942. Panglong va ser arrasat pels japonesos, expulsant a més de 200 llars Hui i causant una afluència de refugiats hui a Yunnan i Kokang. Un dels nebots de Ma Guanggui va ser Ma Yeye, un fill de Ma Guanghua, i va narrar la història de Panglong, que incloïa l'atac japonès. Un relat de l'atac japonès a l'hui a Panglong va ser escrit i publicat en 1998 per un hui de Panglong anomenat "Panglong Booklet". L'atac japonès a Birmània va fer que la família hui Mu busqués refugi en Panglong, però van ser expulsats de nou a Yunnan des Panglong quan els japonesos van atacar Panglong.
Durant la Segona Guerra Mundial, els japonesos van passar fàcilment a través de les àrees sota rohingyes. Els japonesos van derrotar els rohingyes, i 40.000 d'ells finalment van fugir a Chittagong després de repetides massacres per les forces birmanes i japoneses.

### Musulmans sota el general Ne Win

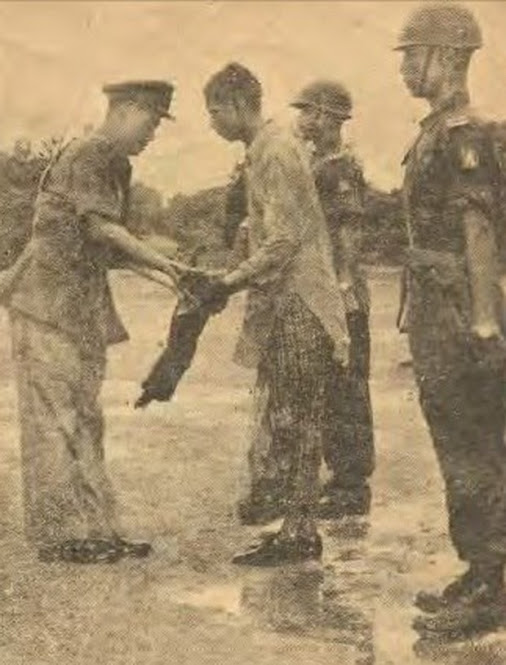
Un Rohingya lliura la seva arma al general Aung Gyi el 4 de juliol de 1961.

Quan el general Ne Win va arribar al poder el 1962, l'estat dels musulmans va canviar. Per exemple, els musulmans van ser expulsats de l'exèrcit. Les comunitats musulmanes que es van segregar de la majoria budista van enfrontar més dificultats que les que es van integrar, possiblement renunciant al compliment de les lleis islàmiques.
Les accions anti-budistes dels talibans a l'Afganistan (la destrucció dels Budes de Bāmiyān) també van ser utilitzades com a pretext per cometre actes de violència contra els musulmans a Birmània per part de les torbes budistes. Human Rights Watch informa que hi va haver una creixent tensió entre les comunitats budista i musulmana a Taungoo durant setmanes abans que esclatés la violència a mitjans de maig de 2001. Els monjos budistes van exigir que la Mesquita Hantha a Taungoo fos destruïda en «represàlia» per la destrucció dels Budes de Bamiyan.
La llibertat religiosa per als musulmans es redueix. El monitoratge i control de l'islam soscava el lliure intercanvi de pensaments i idees associades amb activitats religioses. Es fan acusacions de «terrorisme» contra organitzacions musulmanes com All Burma Muslim Union.
Es tem àmpliament que la persecució dels musulmans a Birmània pugui fomentar l'extremisme islàmic al país. Molts musulmans s'han unit a grups de resistència armada que lluiten per majors llibertats a Birmània.

### Disturbis de Mandalay de 1997
La tensió va créixer entre els budistes i els musulmans durant la renovació d'una estàtua de Buda. Les autoritats van renovar l'estàtua de bronze de Buda a la pagoda Maha Myatmuni, originària d'Arakan, portada a Mandalay pel rei Bodawpaya el 1784. L'estàtua de Mahamyat Muni es va trencar, deixant un gran forat en l'estàtua, i en general es va presumir que el règim estava buscant el Padamya Myetshin, un llegendari robí que assegura la victòria en la guerra als qui ho posseeixen.
El 16 de març de 1997, a Mandalay, una turba de 1.000 a 1.500 monjos budistes i altres cridaven consignes anti-musulmanes mentre atacaven mesquites, botigues i vehicles que es trobaven prop de les mesquites per a la seva destrucció. El saqueig, la crema de llibres religiosos, els actes de sacrilegi i els actes de vandalisme en els establiments de propietat musulmana també eren comuns. Almenys tres persones van morir i al voltant de 100 monjos van ser arrestats. Els disturbis a Mandalay suposadament van començar després dels informes d'un intent de violació d'una nena per part d'homes musulmans. L'ala de la joventut budista de Birmània afirma que els funcionaris van inventar la història de la violació per encobrir les protestes per les morts en custòdia de 16 monjos. L'exèrcit ha negat l'afirmació dels Joves, afirmant que els disturbis van ser un intent políticament motivat per aturar l'entrada de Birmània a l'Associació de Nacions del Sud-est Asiàtic (ASEAN).
Els atacs de monjos budistes es van estendre a la llavors capital de Birmània, Yangon, així com a les ciutats centrals de Pegu, Prome i Toungoo. El toc de queda segueix vigent a Mandalay fins avui i l'exèrcit patrulla els carrers en moltes ciutats. A Mandalay, es van destruir 18 mesquites i es van vandalitzar negocis i propietats de propietat musulmana. Les còpies de l'Alcorà van ser cremades. La junta militar que governava Birmània va fer la vista gorda davant dels disturbis, ja que centenars de monjos no van ser detinguts al saquejar mesquites.

### Disturbis antimusulmans a Taungoo de 2001
El 2001, els monjos van distribuir àmpliament els pamflets contra els musulmans, sobretot The Fear of Losing One 's Race «La por a perdre la raça». Molts musulmans senten que això va exacerbar els sentiments anti-musulmans que havien estat provocats per la destrucció dels Budes de Bāmiyān a l'Afganistan. El 15 de maig de 2001, van esclatar disturbis antimusulmans a Taungoo, divisió de Pegu, que van causar la mort d'uns 200 musulmans, la destrucció d'11 mesquites i l'incendi de més de 400 cases. El 15 de maig, el primer dia dels aixecaments antimusulmans, uns 20 musulmans que resaven a la mesquita Han Tha van ser assassinats i alguns van ser colpejats fins a la mort per les forces projunta. El 17 de maig, el tinent general Win Myint, secretari núm. 3 de l'SPDC i el viceministre de la Llar i Religió, va arribar a Taungoo i el toc de queda es va imposar allà fins al 12 de juliol de 2001. Els monjos budistes van exigir que l'antiga mesquita Han Tha en Taungoo fos destruïda en represàlia per la destrucció a Bamiyan. El 18 de maig, la mesquita Han Tha i la mesquita de l'estació de ferrocarril Taungoo van ser arrasades per excavadores de propietat de la junta de l'SPDC. Les mesquites en Taungoo van romandre tancades fins a maig de 2002. Els musulmans s'han vist obligats a adorar a casa seva. Els líders locals musulmans es queixen que segueixen sent assetjats. Després de la violència, molts musulmans locals es van mudar de Taungoo a pobles propers i fins a Yangon. Després de dos dies de violència, els militars van intervenir i la violència va acabar immediatament.

### Disturbis en l'estat d'Arakan de 2012
Des de juny de 2012, al menys 166 musulmans Rakhine han estat assassinats a la violència sectària de l'estat.

### Disturbis antimusulmans a Myanmar el 2013
Des de març de 2013, han esclatat disturbis en diverses ciutats del centre i est de Birmània. La violència ha coincidit amb el sorgiment del Moviment 969, que és un moviment nacionalista budista contra l'afluència de l'Islam en el tradicional budisme de Birmània. Dirigit per Ashin Wirathu, el "969" va afirmar que no va provocar atacs contra comunitats musulmanes, encara que algunes persones ho van cridar l' «budista Bin Laden». En una carta oberta, Wirathu afirma que va tractar a tots dos periodistes, Hannah Beech i un fotògraf amb hospitalitat durant l'entrevista per a la revista TIME, i que «podia veure l'engany i reconèixer-ne les dolces paraules pel bé de tots». A la carta, afirma que respecta als mitjans de comunicació occidentals, però que el reporter de TIME malinterpretar les seves intencions pacífiques. «La meva predicació no està cremant d'odi com dius», li diu Wirathu a Beech en la seva carta oberta. Continua dient que «perdonarà el malentès» si ella està disposada a fer un canvi d'opinió en l'article. No obstant això, gran part dels seus discursos públics se centren en les represàlies contra els musulmans per envair el país.
Michael Jerryson, autor de diversos llibres molt crítics amb les tradicionals percepcions pacífiques del budisme, va declarar que «els monjos budistes birmans poden no haver iniciat la violència, però es van muntar en l'onada i van començar a incitar a més». Mentre que els ideals dels textos canònics budistes «Promoure la pau i el pacifisme, les discrepàncies entre la realitat i els preceptes floreixen fàcilment en temps d'inseguretat social, política i econòmica, com l'actual transició de Birmània a la democràcia».

### Disturbis de Mandalay el 2014
El juliol va sorgir una publicació en Facebook d'una dona budista violada, suposadament per un home musulmà. En represàlia, una multitud enutjada i venjativa de 300 persones va començar a tirar pedres i maons en un lloc de te. La multitud va atacar botigues i vehicles musulmans i va cridar consignes en les àrees residencials musulmanes. Dos homes, un budista i un musulmà, van ser assassinats. Aproximadament una dotzena de persones van resultar ferides. El 3 de juliol es va imposar un toc de queda.

### Mesquites destruïdes el 2016
Al juny, una turba va demolir una mesquita a la regió de Bago, a uns 60 km a nord-est de la capital, Yangon.
El juliol, es va informar que la policia estava vigilant el llogaret de Hpakant al estat Kachin, després que no van poder detenir els vilatans budistes que van calar foc a la mesquita. Poc després, un grup d'homes va destruir una mesquita al centre de Birmània en una disputa sobre la seva construcció.

### Genocidi rohingya

#### 2016

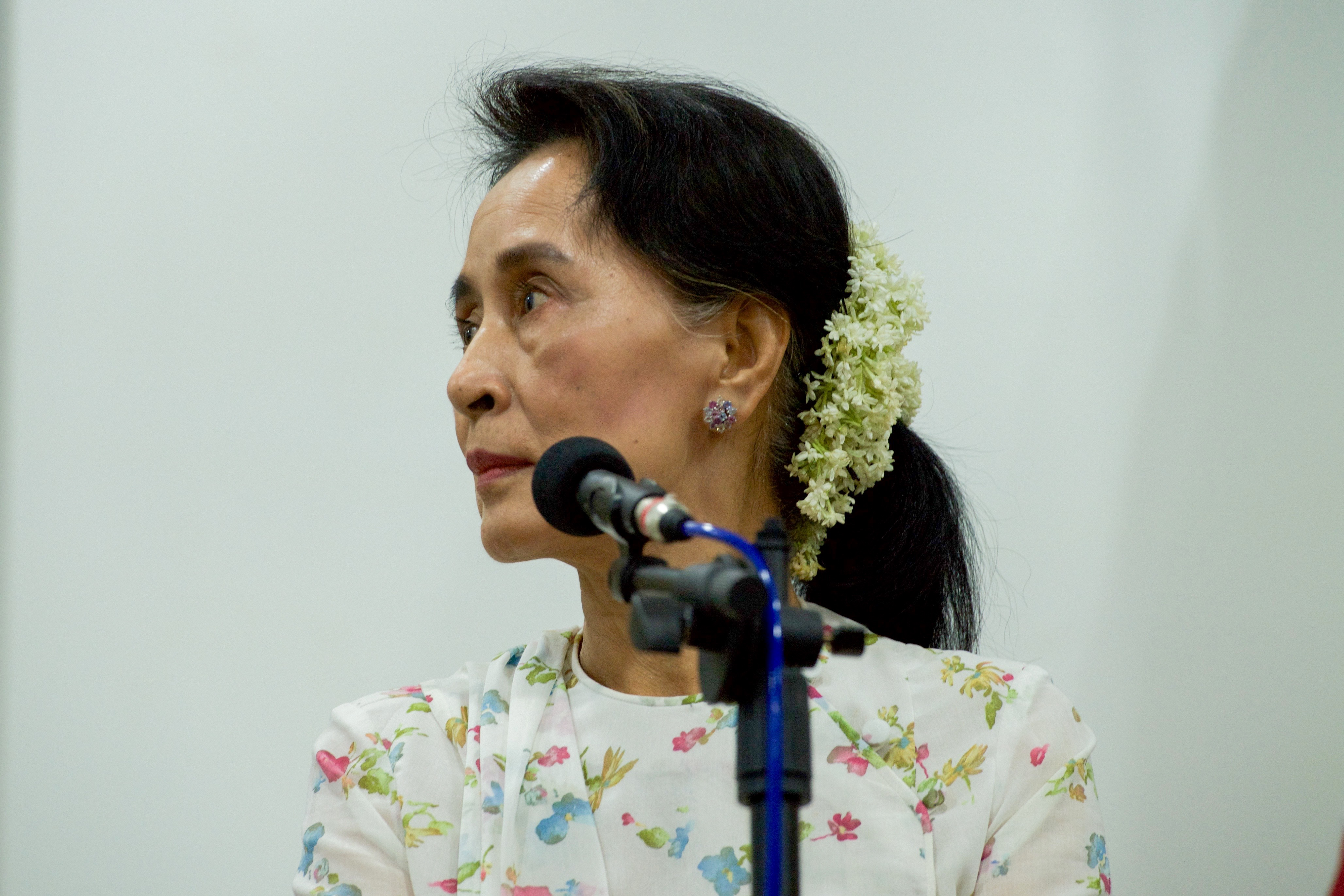
Líder de Birmània, Aung San Suu Kyi el 2016.

A la fi de 2016, les forces militars de Myanmar i els budistes extremistes van iniciar una important repressió contra els musulmans rohingya a la regió occidental de l'estat d'Arakan. La repressió va ser en resposta als atacs als campaments de la policia fronterera per part d'insurgents no identificats, i ha donat lloc a violacions de drets humans a gran escala per part de les forces de seguretat, inclosos execució extrajudicials, violacions de colles, incendis i altres brutalitats. La repressió militar contra la gent de Rohingya va atreure crítiques de diversos sectors, incloses les Nacions Unides, el grup de drets humans Amnistia Internacional, l'Departament d'Estat dels Estats Units i el govern de Malàisia. La cap de govern de facto, Aung San Suu Kyi, ha estat particularment criticada per la seva falta d'acció i silenci sobre el tema i per no fer molt per evitar els abusos militars.

#### 2017

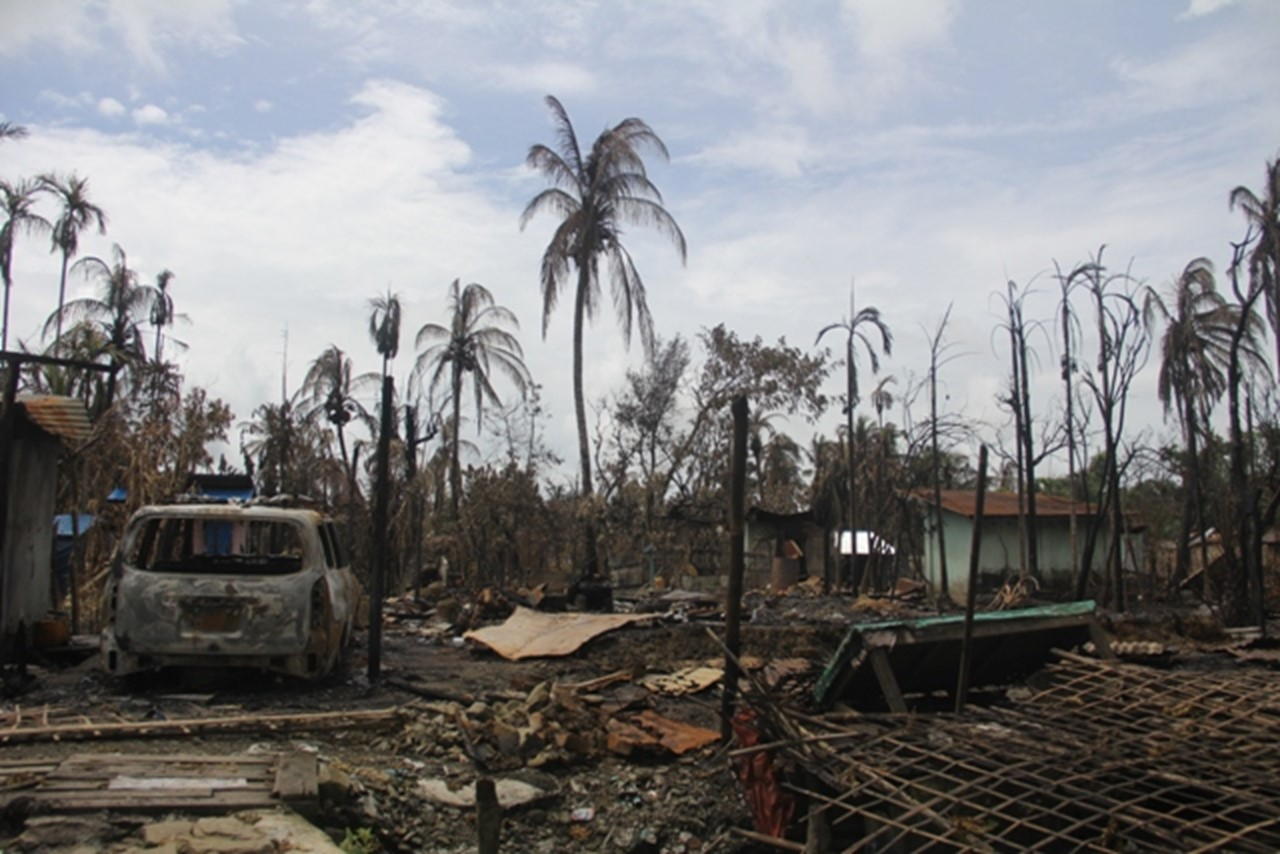
Cases cremades al nord de l'estat d'Arakan, setembre de 2017.

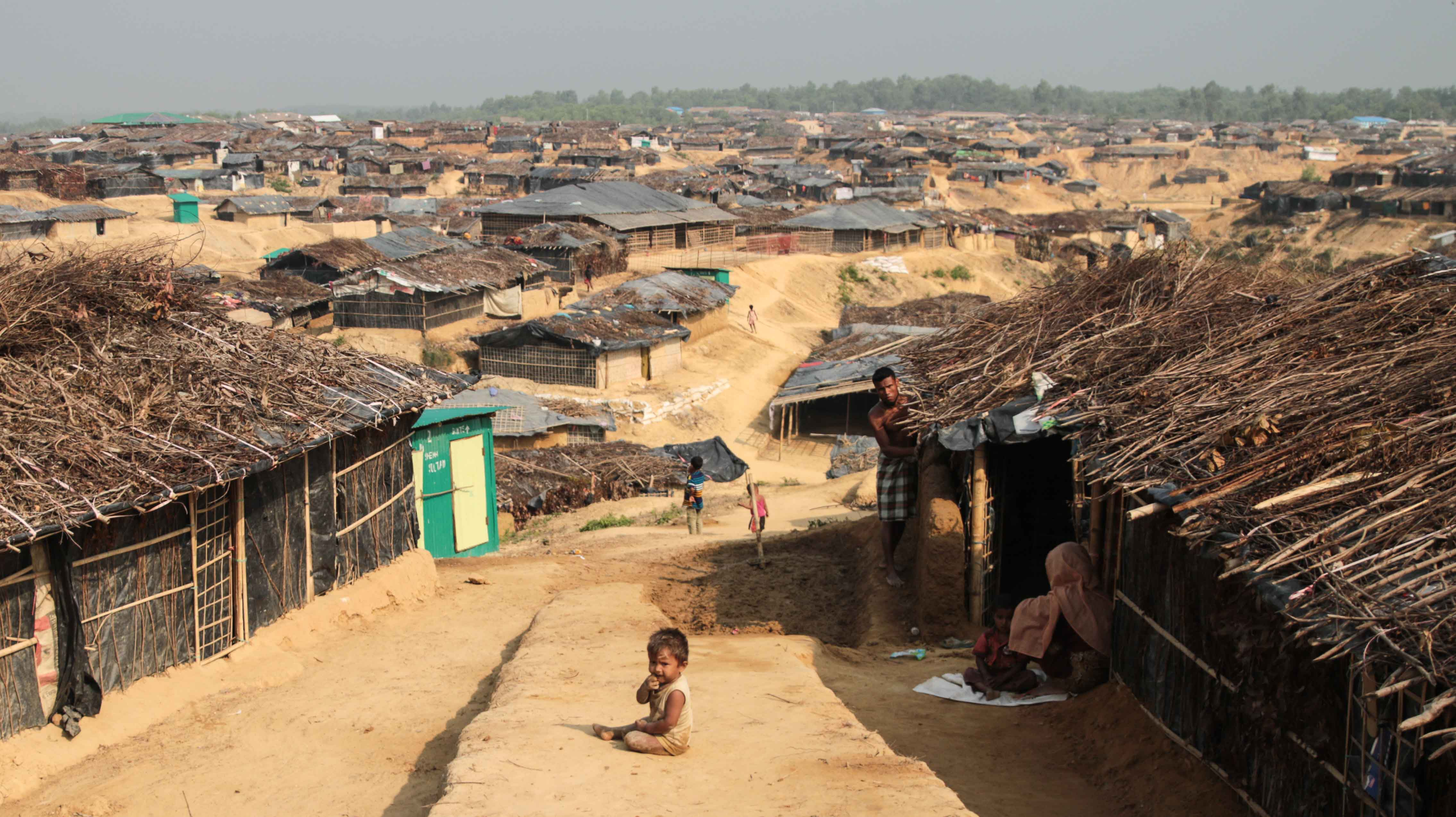
Camp de refugiats a Kutupalong, a Bangladesh.

A finals de 2017, les forces militars de Birmània i els extremistes budistes locals van atacar al poble rohingya i van cometre atrocitats en contra en l'estat nord-occidental d'Arakan. Les atrocitats van incloure atacs contra persones i llocs rohingya, saquejos i cremades de llogarets, assassinats en massa de civils, violacions en grup i altres formes de violència sexual. Durant la persecució, els militars i els budistes locals van matar al menys a 10.000 persones rohingya, van cremar i van destruir 354 llogarets al estat d'Arakan, van saquejar moltes cases Rohingya, van cometre violacions de colles i altres formes de violència sexual contra les dones i nenes musulmanes del poble rohingya. La unitat militar també va desplaçar a un gran nombre de persones d'aquesta mateixa ètnia i els va convertir en refugiats. Segons els informes de les Nacions Unides, el gener de 2018, gairebé 690,000 persones Rohingya havien fugit o havien estat expulsades de l'estat Arakan, que després es van refugiar a la veïna Bangladesh com a refugiats. Al desembre, dos periodistes de Reuters que havien estat cobrint l'esdeveniment de la massacre d'Inn Din van ser arrestats i empresonats.

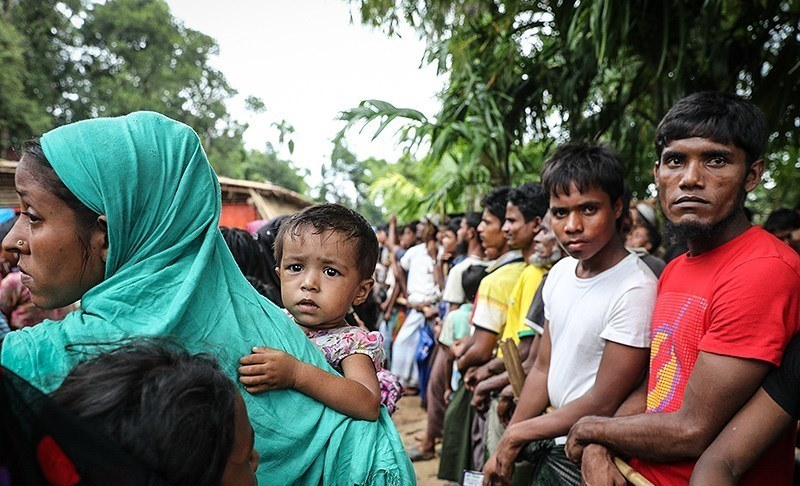
Refugiats rohingya a Bangladesh, l'octubre de 2017.

La persecució de 2017 contra els musulmans Rohingya ha estat qualificada de neteja ètnica i genocidi. La primera ministra britànica, Theresa May, i el secretari d'Estat dels Estats Units, Rex Tillerson, el van qualificar de «neteja ètnica», mentre que el president francès, Emmanuel Macron, va descriure la situació com a «genocidi». Les Nacions Unides van descriure la persecució com «un exemple de llibre de text de neteja ètnica». A finals de setembre d'aquest any, un panell de set membres del Tribunal Permanent dels Pobles va determinar que l'exèrcit de Myanmar / Birmània i la seva autoritat eren culpables de crim de genocidi contra els rohingya i els grups minoritaris kachines. La líder de Birmània i consellera d'estat Aung San Suu Kyi va ser novament criticada pel seu silenci sobre el tema i per donar suport a les accions militars. Posteriorment, al novembre de 2017, els governs de Bangladesh i Birmània van signar un acord per facilitar el retorn dels refugiats rohingya al seu estat natiu d'Arakan en un termini de dos mesos, cosa que va provocar una resposta mixta dels observadors internacionals. Una màfia budista va atacar la casa d'un carnisser musulmà a Taungdwingyi, a la regió de Magway, el 10 de setembre de 2017, enmig de tensions ètniques. La torba també va marxar sobre una mesquita abans de ser dispersada per la policia.

## Violacions dels drets humans contra els rohingya

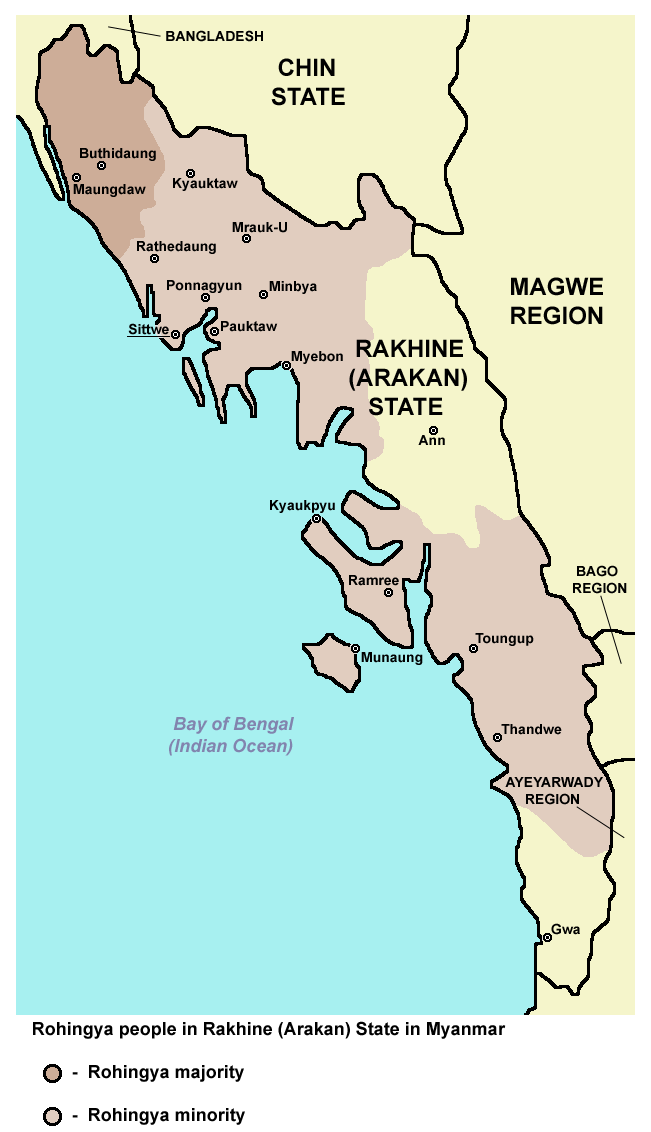
Rohingyes a l'estat d'Arakan.

### Antecedents
Segons Amnistia Internacional, el poble musulmà ohingya ha continuat patint violacions als drets humans sota la junta birmana des de 1978, i molts han fugit a la veïna Bangladesh com a resultat. No obstant això, la realitat és que la gent rohingya ha estat oprimida per molts anys abans de 1978, encara que potser no tan significativament. Han viscut a Myanmar durant segles, les tensions amb la majoria budista de Birmània han provocat discriminació i assetjament. Els casos de violació, tortura, detenció arbitrària i violència contra els rohingya són comuns, i molts incidents no es denuncien quan els agents de la llei fan els ulls grossos. Aquests perpetradors no estan confinats únicament a la població local, sinó que també inclouen a les autoritats i els encarregats de fer complir la llei. Les tensions van augmentar el 2012, quan tres homes musulmans rohingya van ser condemnats per violar una dona budista d'Arakan, el que va portar als disturbis de l'estat d'Arakan en 2012. Actualment hi ha més d'un milió de persones rohingya que viuen a Myanmar, però, l'opressió sistèmica ha portat a un augment de les migracions. A principis de 2015, va haver-hi al voltant de 25,000 sol·licitants d'asil, conformats per rohingyes i bangladenys, van sortir de l'estat d'Arakan per buscar refugi en els països veïns. A part de Bangladesh, la majoria dels sol·licitants d'asil també es dirigeixen a altres països de sud-est asiàtic, com Tailàndia, però també a Malàisia i Indonèsia, que són predominantment països musulmans. Els èxodes massius a causa de la persecució i la violència massiva, com el de 2012, han ocorregut abans a 1978 i 1992, i moltes de les persones que fugen com els rohingya estan sent marginades i excloses en els estats d'acollida. Sovint no són reconeguts ni protegits com a refugiats, i com a resultat, viuen en pobresa extrema, han de recórrer a llocs de treball il·legals i són vulnerables a l'explotació.

### Marc jurídic
Als rohingya se'ls ha negat la ciutadania birmana des que es va promulgar la llei de nacionalitat birmana (Llei de ciutadania de 1982). El govern de Birmània afirma que els rohingya són immigrants il·legals que van arribar durant l'era colonial britànica i que originalment eren bengalís. Els rohingya que poden romandre a Myanmar es consideren «estrangers residents» i no ciutadans. No se'ls permet viatjar sense permís oficial i prèviament se'ls va exigir que signessin un compromís de no tenir més de dos fills, encara que la llei no es va aplicar estrictament. A molts nens rohingya no se'ls pot registrar el seu naixement, el que els converteix en apàtrides, des del moment en què neixen. El 1995, el govern de Birmània va respondre a la pressió del CDHN mitjançant l'emissió de targetes d'identificació bàsiques, que no esmenten el lloc de naixement del titular, als rohingya. Sense la identificació i els documents adequats, les persones rohingya són oficialment apàtrides sense protecció estatal i els seus moviments estan severament restringits. Com a resultat, es veuen obligats a viure en campaments i barris il·legals.

### Convencions internacionals
Myanmar, també coneguda com Birmània en aquell moment, va ser un dels 48 països que van votar a favor de l'adopció de la Declaració Universal dels Drets Humans (DUDH) per l'Assemblea General de les Nacions Unides el 1948. L'article 2 de la DUDH estableix que «Tots tenen dret a tots els drets i llibertats establerts en aquesta Declaració, sense distinció de cap mena, com ara raça, color, sexe, idioma, religió, opinió política o d'altra mena, origen nacional o social, propietat, naixement o un altre estatus.» Així mateix, l'article 5 de la DUDH estableix que «ningú serà sotmès a tortures ni a penes o tractes cruels, inhumans o degradants». No obstant això, la Convenció contra la tortura i altres tractes o penes cruels, inhumanes o degradants, que té com a objectiu prevenir la tortura i altres actes de tractes o penes cruels, inhumans o degradants arreu del món, no ha estat signat ni ratificat per Myanmar el 2016. A més, Myanmar tampoc és part en el Convenció sobre l'Estatut dels Apàtrides, l'objectiu del qual és protegir les persones apàtrides, o el Pacte Internacional de Drets Civils i Polítics (PIDCP) que té com a objectiu garantir que els estats respectin els drets civils i polítics de les persones, que inclouen, entre d'altres, el dret a la vida i la llibertat de religió.
Per tant, Myanmar ha ratificat o s'ha adherit a diversos tractats internacionals, és a dir, la Convenció sobre l'eliminació de totes les formes de discriminació contra la dona (CEDAW) i la Convenció sobre els Drets de l'Infant (UNCRC), el 2 de juliol de 1997 i 15 de juliol de 1991, respectivament. Hi ha desenvolupaments lents però positius en els últims anys. Per exemple, Myanmar signà (però no ha ratificat) el Pacte Internacional de Drets Econòmics, Socials i Culturals (PIDESC), que protegeix el dret a l'educació, l'dret a la salut i el dret a un nivell de vida adequat, el 16 de juliol de 2015.

### Examen Periòdic Universal
L'Examen Periòdic Universal (EPU) és un mecanisme de les Nacions Unides (ONU) que revisa els registres de drets humans de tots els estats membres de l'ONU. És un procés únic emprès pel Consell de Drets Humans, que permet que cada estat reconegui les àrees clau dels drets humans que han tingut progrés al país, i també que identifiqui els passos i esforços addicionals que es prendran per complir els seus objectius i obligacions internacionals. Com a membre de l'ONU, Myanmar està obligada a participar en el procés de l'EPU. El 23 de desembre de 2015, un Informe del Grup de Treball de l'EPU sobre Myanmar va examinar la situació actual dels drets humans i va assenyalar que el Govern de Myanmar ha aconseguit avenços positius en les reformes polítiques, administratives, socials i judicials. No obstant això, molts estats, com Suècia, Suïssa, Turquia i el Regne Unit, van expressar la seva preocupació per, entre altres coses, les violacions de drets humans contra el poble rohingya, ja que encara hi havia molt més marge de millora en aquesta àrea. Per exemple, Bahrain va expressar preocupació per la purificació ètnica i la discriminació contra els musulmans rohingya al estat d'Arakan. També es va assenyalar en l'informe que la llei de protecció dels drets ètnics de 2015 ampliaria els drets de totes les minories ètniques a Myanmar. No obstant això, el govern de Myanmar va reiterar la seva postura que no hi havia una comunitat minoritària a Myanmar sota el nom de «rohingya». No obstant això, les conseqüències de la violència de l'estat d'Arakan en 2012 van portar a la formació d'una comissió d'investigació, que va recomanar la creació d'un comitè central per a la implementació de l'estabilitat i el desenvolupament. Des de llavors, el Govern ha brindat accés humanitari, com aliments, aigua i serveis d'educació, a les persones desplaçades a tot l'estat d'Arakan. A més, es va llançar un projecte de verificació de ciutadania, la qual va atorgar 900 ciutadans a les persones desplaçades. L'informe va ser conclòs per diverses recomanacions dels estats membres, i molts dels Estats van suggerir que Myanmar ratifiqués altres tractats principals de drets humans en els quals no és part i per millorar encara més les seves obligacions internacionals amb el poble musulmà rohingya.

### Violacions de drets humans
Tot i el compromís de Myanmar amb algunes convencions internacionals, les seves lleis nacionals oprimeixen severament a diversos grups minoritaris, especialment als rohingya. La Llei de ciutadania de 1982 representa una discriminació sistemàtica en l'àmbit polític per part de Govern de Myanmar, que nega obertament l'accés dels rohingya a drets humans bàsics, com l'accés a l'educació, l'ocupació, el matrimoni, la reproducció i la llibertat de circulació. Les persones Rohingya també són sotmeses a treballs forçats de rutina. Típicament, un home rohingya haurà de renunciar un dia a la setmana per treballar en projectes militars o governamentals, i una nit per al servei de guàrdia. Els rohingya també han perdut moltes terres cultivables, que han estat confiscades pels militars per entregar-les a colons budistes d'altres llocs de Myanmar. El moviment de la gent rohingya està estrictament limitat a unes poques àrees circumdants i fins i tot així, cal una passada de viatge. Si viatgen sense permís o sobrepassen el temps permès en el seu passi de viatge, estan oberts a ser processats i poden rebre sentències de presó. A més, se'ls negarà l'entrada al seu poble i es veuran obligats a viure lluny de la seva família. Fins i tot durant les emergències, han de sol·licitar una passada de viatge, que representa una greu violació al dret de la llibertat de circulació.
La qualitat de l'educació i l'atenció de la salut en l'estat d'Arakan és subdesenvolupada i inadequada, en comparació amb altres parts de Myanmar. Tot i això, els rohingya no tenen accés bàsic a aquests serveis i, a més, les agències humanitàries internacionals no poden capacitar treballadors de la salut musulmans. Com a resultat, el nivell de salut és molt deficient i la taxa d'analfabetisme entre els rohingya és alta, estimada en un 80%.
Hi ha una creixent preocupació que s'estigui produint un genocidi contra els rohingya a Myanmar. La investigació realitzada per acadèmics a la Escola de Dret Yale va trobar evidència empírica que els rohingya han patit històricament greus i persistents abusos contra els drets humans, i aquestes accions han augmentat en freqüència en els últims anys. Des de 2012, les condicions de vida i els abusos als drets humans han empitjorat amb els informes de decapitacions, apunyalaments, assassinats, apallissaments, detencions en massa i pobles i veïnats incendiats, però, segueix havent-hi una falta de justícia i responsabilitat per part de Govern de Myanmar, representant així el fracàs de la protecció de l'Estat.

A partir de 2005, l'ACNUR havia estat ajudant amb la repatriació dels rohingya des de Bangladesh, però les denúncies d'abusos contra els drets humans en els camps de refugiats han amenaçat aquest esforç. Malgrat els esforços anteriors de la ONU, la gran majoria dels refugiats rohingya s'han quedat a Bangladesh, incapaços de tornar a causa del règim a Myanmar. Ara s'enfronten problemes a Bangladesh on no reben suport de govern. La manca de suport del govern de Bangladesh i també els abusos contra els drets humans en els camps de refugiats han portat a molts sol·licitants d'asil a arriscar les seves vides i viatjar més a sud a altres països del sud-est asiàtic. L'èxode massiu en 2015 ha provocat una crisi humanitària internacional a causa de la negativa deliberada i la presumpta incapacitat dels estats d'acollida al sud-est asiàtic per donar cabuda a la gran quantitat de sol·licitants d'asil. La majoria d'ells també són víctimes de la tracta de persones per part de grups del crim organitzat que operen a Tailàndia i Malàisia. Aquests traficants aprofiten la desesperació dels sol·licitants d'asil explotant-per diners, i moltes de les seves víctimes són colpejades, venudes o assassinades si elles o les seves famílies no compleixen les seves demandes. La crisi dels refugiats a Rohingya de 2015 va ressaltar les falles de la comunitat de l'ASEAN en la resposta a les crisis humanitàries, ja que la resposta d'aquests països va ser inadequada i demorada. Les violacions dels drets humans contra els rohingya no únicament es limiten a Myanmar i Bangladesh. L'estat dels rohingya no es reconeix en la majoria dels països del sud-est asiàtic. Tot i que no reben la mateixa persecució en països com Malàisia i Tailàndia, que a Myanmar, estan subjectes a exclusions i pobresa. Hi ha aproximadament 111,000 refugiats allotjats en nou campaments al llarg de la frontera entre Tailàndia i Myanmar. Hi ha hagut càrrecs que grups d'ells han estat enviats i remolcats a mar obert des de Tailàndia i deixats allà. Al febrer de 2009, hi va haver evidència que l'exèrcit tailandès remolcava un vaixell de 190 refugiats rohingya en alta mar. Un grup de refugiats rescatats per les autoritats indonèsies també al febrer de 2009 van explicar històries angoixants de ser capturats i colpejats pels militars tailandesos, i després abandonats a mar obert. A finals de febrer, hi va haver informes que un grup de cinc vaixells van ser remolcats a mar obert, dels quals quatre vaixells es van enfonsar en una tempesta, i un va ser arrossegat a la riba. El 12 de febrer de 2009, el primer ministre de Tailàndia, Abhisit Vejjajiva va dir que hi va haver «alguns casos» en què les persones rohingya van ser empeses a la mar.
| « | Crec que hi ha intents de deixar que aquestes persones es desplacin a altres costes. […] quan passen aquestes pràctiques, es fa en l'enteniment que hi ha prou aliments i aigua subministrats. […] No està clar de qui és la feina, […] però si tinc l'evidència de qui va fer exactament això, els faré passar comptes. | » |

A l'octubre de 2015, la Unitat d'Investigació de Al Jazeera va descobrir el que equival a una forta evidència d'un genocidi coordinat pel govern de Myanmar contra el poble rohingya. Sobre la base de moltes evidències, la investigació va concloure que els agents de govern de Myanmar han estat involucrats en desencadenar disturbis anti-musulmans. Un document militar oficial mostra l'ús de diverses maneres, inclòs el discurs d'odi i la contractació de matons per incitar a l'odi. La investigació ha posat èmfasi que en el cas dels rohingya i l'estat d'Arakan, podria constituir el crim de genocidi, diverses de les persones més poderoses al país haurien raonablement ser objecte d'una investigació internacional sobre aquesta situació al estat d'Arakan.

### Persecució rohingya i èxode massiu de 2017

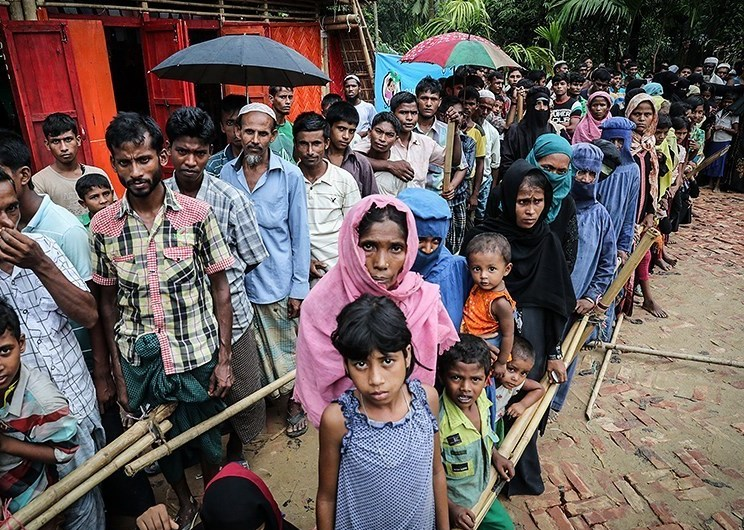
Rohingyes al campament de refugiats de Kutupalong, a Bangladesh, octubre de 2017.

La violència va esclatar al nord de l'estat d'Arakan el 25 d'agost de 2017, quan els militants van atacar les forces governamentals. En resposta, les forces de seguretat recolzades per la milícia budista van llançar una «operació de remoció» que va matar el menys 1,000 persones i va obligar a més de 500,000 a fugir de casa seva. El màxim funcionari de drets humans de l'ONU va dir l'11 de setembre que la resposta de l'exèrcit va ser «clarament desproporcionada» als atacs insurgents i va advertir que el tractament de Myanmar de la seva minoria rohingya sembla ser un «exemple de llibre de text» de neteja ètnica. Els refugiats han parlat de massacres en llogarets, on diuen que els soldats van aplanar i van cremar les seves llars. L'anàlisi salinitat realitzat per Human Rights Watch ha mostrat evidència de danys per incendis en àrees urbanes poblades per rohingyes, així com en llogarets aïllades. L'ONU va estimar el 7 de setembre que 1.000 havien estat assassinats. El ministre de Relacions Exteriors de Bangladesh, Ah Mahmood Ali, va dir que fonts no oficials estimen la xifra de morts en uns 3.000. Més de 310.000 persones havien fugit a Bangladesh l'11 de setembre. Els que han arribat a la frontera han caminat durant dies, amagats en selves i creuant muntanyes i rius. Molts estan malalts i alguns tenen ferides de bala. Les agències d'ajuda han advertit d'una creixent crisi humanitària als campaments fronterers sobrecarregats, on l'aigua, les racions d'aliments i els subministraments mèdics s'estan esgotant. La majoria dels refugiats viuen ara en campaments establerts, assentaments improvisats o refugis en les comunitats d'acollida. A prop de 50,000 es troben en nous assentaments espontanis que han sorgit al llarg de la frontera, on l'accés als serveis és especialment limitat. També hi ha temors per a les persones rohingya atrapades en zones de conflicte. El 4 de setembre, l'ONU va dir que les seves agències d'ajuda havien estat bloquejades per subministrar subministraments que salven vides, com aliments, aigua i medicines, a milers de civils a l'estat d'Arakan, al nord de país. Al novembre de 2018, el secretari de Relacions Exteriors, Myint Thu, va explicar que Myanmar estava a punt per rebre a 2.000 refugiats rohingya dels campaments de Bangladesh el proper mes.

### Resposta internacional
Hi ha una manca de cooperació entre Tailàndia, Malàisia i Indonèsia que fa a la crisi dels rohingya. Els crítics han acusat els governs del sud-est asiàtic de jugar al «tennis de taula humà» rebutjant el permís perquè aquests vaixells de refugiats atraquin i, en canvi, empenyent-los de tornada a la mar en direcció a altres països. Encara que en diverses ocasions en el passat, aquests països de fugida han acceptat a refugiats rohingya, la majoria d'ells no han signat ni ratificat la Convenció sobre l'Estatut dels Refugiats. (Convenció de Refugiats de 1951) i la Convenció sobre l'Estatut dels Apàtrides, de manera que no es poden garantir els drets de les persones rohingya com refugiades.
Les violacions dels drets humans continuen passant a Malàisia i Tailàndia, amb poca o cap protecció dels governs. No hi ha mecanismes efectius en aquests països per a la protecció dels refugiats rohingya. En canvi, les mesures de repressió contra la immigració són comuns i els rohingya sovint són deportats fora d'aquests països, i en canvi són víctimes de la esclavitud. A causa de la falta de documentació adequada, molts rohingya depenen dels traficants de persones per ajudar-los a fugir de la persecució a Birmània. Hi ha hagut informes que les autoritats de Tailàndia i Malàisia tenen connexions i vincles amb grups organitzats del tràfic de persones i, com a resultat, la majoria dels rohingya es venen amb treball en condicions de servitud i no reben protecció com a refugiats.
Al febrer de 2009, molts dels refugiats rohingya van ser ajudats per mariners acehnesos al Estret de Malaca, després de 21 dies al mar. No obstant això, això no ha conduït a una resposta consistent de les autoritats indonèsies, ja que molts rohingya encara no són acceptats a la frontera. Els governs d'aquests països, especialment Malàisia i Indonèsia, adopten un enfocament de línia especialment dura pel que fa als refugiats que arriben en pot, però un enfocament més indulgent si es registren a través de l'ACNUR i arriben per mitjans apropiats. S'estima que Malàisia té actualment fins a 150,000 persones rohingya al seu territori.

El professor Rasheduzzaman de relacions internacionals a la Universitat de Dacca, va dir que es diu que l'administració reformista de Myanmar és democràtica; però, no hi va haver indicis que la seva estratègia amb els rohingya es veiés una ràpida millora. De fet, fins i tot la pionera demòcrata de l'oposició Aung San Suu Kyi, que havia estat sota arrest domiciliari durant gairebé dels 15 als 21 anys des de 1989 fins a 2010, no diu res. Implica que la crisi humanitària als rohingya que el món veu avui pot no tenir un final a la vista.

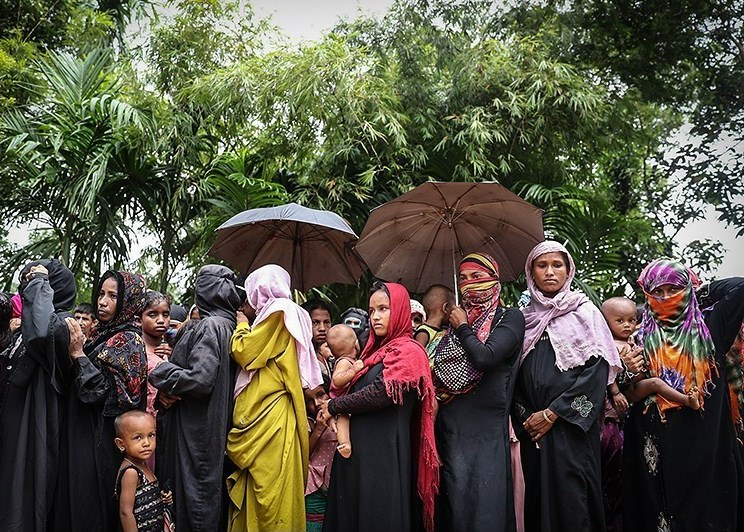
Refugiats rohingya a Bangladesh, octubre de 2017.

L'agost de 2016, l'exsecretari general de l'ONU, Kofi Annan, va ser convidat a encapçalar una comissió per abordar les violacions de drets humans a Arakan.
El 3 de febrer de 2017, l'oficina de drets humans de l'ONU va al·legar que l'exèrcit de Myanmar havia estat involucrat durant molt temps en una brutal campanya de violació i neteja ètnica contra els musulmans rohingya al país. El 6 de febrer de 2017, un portaveu del Departament d'Estat dels Estats Units declarar que els Estats Units, estava «profundament preocupat» per les acusacions de l'ONU i va instar el govern de Myanmar a que prengués seriosament les troballes, però encara estaven estudiant què tan precís era l'informe. No arribaria a cap conclusió. El 8 de febrer de 2017, el papa Francesc va condemnar oficialment el tracte de govern de Birmània amb els musulmans rohingya. La Fundació Kofi Annan també va publicar l'informe final complet de la Comissió Assessora sobre l'Estat d'Arakan, que va ser acceptat pel govern de Myanmar a l'agost de 2017, citant que el 10% de les persones apàtrides del món van néixer a Arakan.
El 5 d'abril de 2018, el president de les Filipines, Rodrigo Duterte, va reconèixer l'existència d'un genocidi contra el poble rohingya. Va dir als mitjans de comunicació que Filipines està disposada a albergar alguns refugiats rohingya, si Europa també n'acollia alguns.

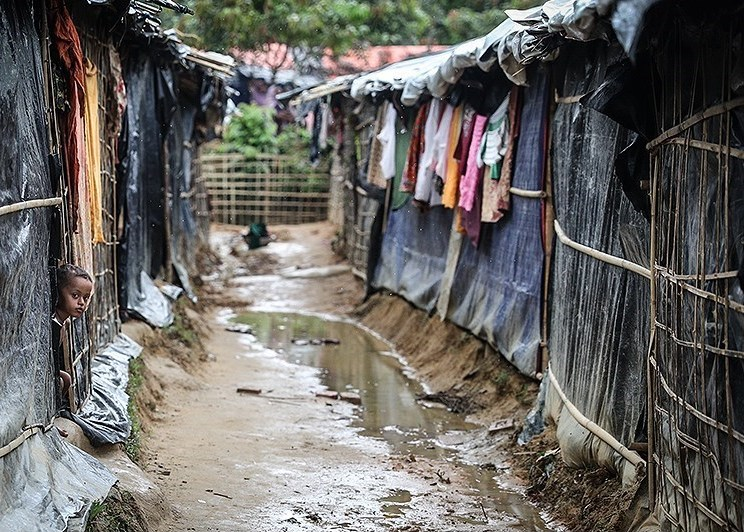
Campament de desplaçats rohingya (2017)

El 28 de setembre de 2018, Sheikh Hasina, presidenta de Bangladesh, va parlar en la 73ª Assemblea General de les Nacions Unides. Ella va dir que ara mateix hi ha 1.1 milions de refugiats rohingya a Bangladesh.
L'agost de 2018, les Nacions Unides van reconèixer la persecució dels rohingya com genocidi i neteja ètnica, i van sol·licitar l'arrest i el processament dels principals generals de Birmània responsables dels crims contra la humanitat. També va concloure que el govern de Aung San Suu Kyi està encobrint els delictes contra els rohingya i no els ha ofert protecció.